# Köpings socken, Västmanland
Köpings socken i Västmanland ingick i Åkerbo härad, uppgick 1919 i Köpings stad och området är sedan 1971 en del av Köpings kommun, från 2016 inom Köpings distrikt.
Socknens areal var 49,27 kvadratkilometer land. (1911) År 1910 fanns här 1 782 invånare. Sockenkyrkan Köpings kyrka delades med Köpings stad och låg där, inte i sockenområdet.

## Administrativ historik
Köpings socken har medeltida ursprung. 1474 utbröts Köpings stad och Köpings stadsförsamling.
Vid kommunreformen 1862 övergick socknens ansvar för de kyrkliga frågorna till Köpings landsförsamling och för de borgerliga frågorna till Köpings landskommun. Landskommunen inkorporerades 1919 i Köpings stad med en mindre del överförd till Kungs-Barkarö socken. Staden ombildades 1971 till Köpings kommun. Församlingen uppgick 1920 i Köpings församling som 2010 uppgick i Köpingsbygdens församling.
1 januari 2016 inrättades distriktet Köping, med samma omfattning som Köpings församling hade 1999/2000 och fick 1920, och vari detta sockenområde ingår.
Socknen har tillhört fögderier, tingslag och domsagor enligt vad som beskrivs i artikeln Åkerbo härad. De indelta soldaterna tillhörde Västmanlands regemente, Livregementets grenadjärkår och Livregementets husarkår.

## Geografi
Köpings socken låg kring Köpings stad, Kölstaån, Valstaån och Köpingsån med Hedströmmen i väster. Socknen är en slättbygd med spridda skogshöjder och moränåsar.
Köpings sockens syd- och västgräns följde Hedströmmen från fjärden Galten i Mälaren uppströms till gården Lersta. I nordväst gränsar området till Bro socken väster om Hedströmmen och Malma socken öster om Hedströmmen. I norr ligger Odensvi socken och i öster avgränsas socknen av Munktorps socken. I söder gränsar socknen till Kungs-Barkarö och Björskogs socknar i Kungsörs kommun. Socknen omslöt nästan helt Köpings stad.
Sockenområdet genomkorsas av europaväg 18 samt av Mälarbanan. Länsväg 250 går från Köping norrut mot Kolsva och söderut mot Kungsör. Kölstaån och Valstaån möts i Köpings centrum och bildar därmed Köpingsån som flyter till Galten (Mälaren).

## Fornlämningar
Längst i norr vid Valstaån ligger fornborgen Korslöts skans. Längre söderut ligger Ströbohög, som är en storhög.

## Namnet
År 1120 skrevs Kaupinga och år 1300 skrevs Køpung. Namnet står för handelsplats (köping). Ett område strax söder om staden bar namnet Laghlysakypung (Laglösaköping) där senare Köpingshus uppfördes, troligen då området låg utanför själva staden.

## Befolkningsutveckling
| Befolkningsutvecklingen i Köpings socken, Västmanland 1750–1910 | Befolkningsutvecklingen i Köpings socken, Västmanland 1750–1910 | Befolkningsutvecklingen i Köpings socken, Västmanland 1750–1910 | Befolkningsutvecklingen i Köpings socken, Västmanland 1750–1910 | Befolkningsutvecklingen i Köpings socken, Västmanland 1750–1910 |
| --- | --------------------------------------------------------------- | --------------------------------------------------------------- | --------------------------------------------------------------- | --------------------------------------------------------------- |
| |                                                                 |                                                                 |                                                                 |                                                                 |
| År |                                                                 |                                                                 | Folkmängd                                                       |                                                                 |
| 1750 | 1750                                                            |                                                                 | 2 005                                                           |                                                                 |
| 1760 | 1760                                                            |                                                                 | 2 156                                                           |                                                                 |
| 1769 | 1769                                                            |                                                                 | 2 288                                                           |                                                                 |
| 1780 | 1780                                                            |                                                                 | 2 369                                                           |                                                                 |
| 1790 | 1790                                                            |                                                                 | 2 367                                                           |                                                                 |
| 1800 | 1800                                                            |                                                                 | 2 406                                                           |                                                                 |
| 1810 | 1810                                                            |                                                                 | 1 104                                                           |                                                                 |
| 1820 | 1820                                                            |                                                                 | 1 092                                                           |                                                                 |
| 1830 | 1830                                                            |                                                                 | 1 181                                                           |                                                                 |
| 1840 | 1840                                                            |                                                                 | 1 155                                                           |                                                                 |
| 1850 | 1850                                                            |                                                                 | 1 183                                                           |                                                                 |
| 1860 | 1860                                                            |                                                                 | 1 220                                                           |                                                                 |
| 1870 | 1870                                                            |                                                                 | 1 407                                                           |                                                                 |
| 1880 | 1880                                                            |                                                                 | 1 394                                                           |                                                                 |
| 1890 | 1890                                                            |                                                                 | 1 569                                                           |                                                                 |
| 1900 | 1900                                                            |                                                                 | 1 844                                                           |                                                                 |
| 1910 | 1910                                                            |                                                                 | 1 782                                                           |                                                                 |
| Anm: Tabellen inkluderar Köpings stad, alltså inte enbart landsförsamlingen, fram till 1800. Folkmängden i Köpings landsförsamling var 875 år 1760. Källor: Umeå universitet - Tabellverket 1749-1859, Demografiska databasen, CEDAR, Umeå universitet |                                                                 |                                                                 |                                                                 |                                                                 |